# 阿列新城
阿列新城（法語：Villeneuve-d'Allier，法語發音：[vilnœv dalje]）是法国上卢瓦尔省的一个市镇，属于布里尤德区。

## 地理
阿列新城（45°11'52"N, 3°23'2"E）面积14.31 平方千米，位于法国奥弗涅-罗讷-阿尔卑斯大区上盧瓦爾省，该省份为法国中南部省份，北起多姆山省和卢瓦尔省，西接康塔爾省，南至洛泽尔省，东临阿尔代什省。
与阿列新城接壤的市镇（或旧市镇、城区）包括：阿利、布拉萨克、梅克尔、圣伊尔皮兹、布里尤德附近圣瑞斯特、旧布里尤德。

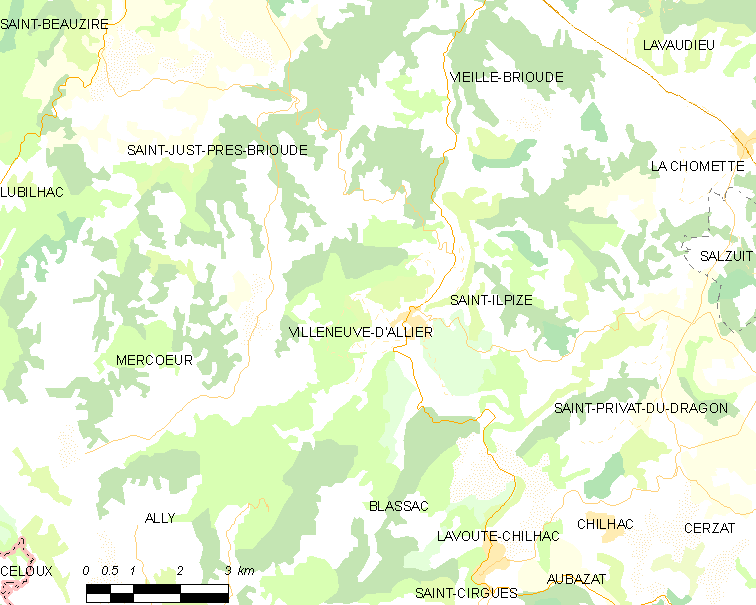
阿列新城的OSM定位图

阿列新城的时区为UTC+01:00、UTC+02:00（夏令时）。

## 行政
阿列新城的邮政编码为43380，INSEE市镇编码为43264。

## 政治
阿列新城所属的省级选区为拉法耶特地区县。

## 人口

1962-2008年间阿列新城人口变化图示

阿列新城于2022年1月1日时的人口数量为281人。